# Edzard van der Laan
Edzard Ebel van der Laan (Wijckel, 4 oktober 1910 – Oegstgeest, 26 november 1983) was een Nederlandse arts en verzetsstrijder in de Tweede Wereldoorlog.

## Levensloop

### Voor de oorlog
Van der Laan studeerde geneeskunde aan de Rijksuniversiteit Groningen. Hij trouwde in 1939 met Jo Boelens (1914–1993). Samen met haar verhuisde hij naar het Zuid-Hollandse Rijnsburg, waar hij een artsenpraktijk overnam. 

### In de oorlog
Direct nadat de Tweede Wereldoorlog voor Nederland begon, richtte Van der Laan in Rijnsburg een noodhospitaal in, waar gewonden werden opgevangen van de strijd rond het Vliegveld Valkenburg. Bij het vliegveld, dat twee kilometer verderop lag, waren meteen in de ochtend van 10 mei 1940 Duitse eenheden geland.
In het najaar van 1940 raakten Van der Laan en zijn vrouw betrokken bij de verspreiding van het illegale blad Vrij Nederland en later Trouw. Nadat de Jodenvervolging in het voorjaar van 1941 in hevigheid toegenomen was, vonden de eerste Joodse onderduikers hun weg naar Rijnsburg. Samen met dominee Henk Post gaf Van der Laan leiding aan een groepje dat zorg droeg voor hun opvang. Ook bij Van der Laan zelf zaten tot 1943 regelmatig Joodse onderduikers. Daarna werd het voor hen te gevaarlijk, aangezien Van der Laan steeds nauwer samenwerkte met het gewapend verzet en de kans op een overval toenam.
Van der Laan was ook districtvertrouwensman bij Medisch Contact. De Duitse bezetter wilde het artsenapparaat onder zijn bewind krijgen. Daarvoor werd de Artsenkamer in het leven geroepen. Nederlandse artsen vreesden dat zij net als hun collega's in Duitsland onder druk zouden worden gezet om mensen te steriliseren die volgens de nazi's geen nageslacht moesten krijgen en het euthanaseren van krankzinnigen en psychopaten. Veel Nederlandse artsen sloten zich daarom aan bij Medisch Contact, een organisatie die het leven was geroepen om collectief tegenwicht te kunnen bieden tegen de eisen van de Duitse bezetter. Die wilde namelijk dat alle artsen zich verplicht moesten aansluiten bij de Artsenkamer. Medisch Contact meende dat een arts daar onderuit kon komen door afstand te nemen van zijn artsentitel. Zij besloot dat alle brieven waarin artsen afstand deden van hun titel op hetzelfde moment naar Arthur Seyss-Inquart moesten worden gestuurd, zodat er geen individuele straffen zouden volgen. Van der Laan maakte de fout, mogelijk afgeleid door de geboorte van zijn dochter Hilde, om de tien brieven die hij verzameld had te vroeg op te sturen. Alle artsen moesten langskomen op het hoofdkwartier van de Sicherheitsdienst in Rotterdam om een boete van 50 gulden te betalen. Daar werd Van der Laan ter plekke - als enige - gearresteerd. Hij zat meerdere dagen gevangen, maar slaagde er in om zijn Duitse ondervrager ervan te overtuigen dat hij Duitsgezind was.
Via Henk Post kwamen de Van der Laans in contact met zijn broers Johannes en Marinus. Zij gaven beiden leiding aan een knokploeg en werden door de Duitsers gezocht. Rijnsburg werd hun nieuwe uitvalsbasis. Verschillende van hun medewerkers verbleven (overdag) bij het gezin, onder wie  Frits Smit en Arie Stramrood. Van der Laan was betrokken bij de plannenontwikkeling en zowel hij als zijn vrouw verrichtten regelmatig hand-en-spandiensten. 
Op 17 januari 1944 schoot Jan Wildschut, lid van de knokploeg van Johannes Post, een Jodenjager dood die op het punt stond een Joods meisje te arresteren. Van der Laans vrouw verleende nog medische assistentie, maar dat mocht niet baten. De burgemeester van Rijnsburg wist represaillemaatregelen te voorkomen door de Duitsers ervan te overtuigen dat de dader waarschijnlijk van buiten Rijnsburg kwam. Voor de knokploegen was Rijnsburg echter niet veilig meer en zij weken uit. Zowel Johannes als Marinus Post verloren een aantal maanden later het leven. Ook Van der Laan vond Rijnsburg te gevaarlijk en week uit naar een oom en tante in Hardenberg. In Hardenberg werd hij echter gearresteerd omdat hij met zijn gastheer de tuin inrende nadat de Wehrmacht een razzia hielden voor werkvolk. Achter het huis stonden echter ook Duitsers gepost en twee mannen die in hun nachtkleding naar buiten renden kwamen uiteraard verdacht over. Niettemin lieten de Duitsers Van der Laan gaan nadat ze hadden geconstateerd dat hij geen onderduiker was, maar dat het ging om familiebezoek.
Johannes Post werd op 15 juli 1944 gearresteerd tijdens een overval op het Huis van Bewaring in Amsterdam. De grond werd daarom de Van der Laans ook te heet onder de voeten, omdat de kans bestond dat iemand tijdens de ondervragingen hun namen zou noemen. Die zorg bleek terecht want ongeveer vier weken naar hun vertrek volgde een overval op hun huis in Rijnsburg door de Sicherheitsdienst.  Zij weken uit naar Utrecht en later wederom Hardenberg. Omdat Van der Laans vrouw in november 1944 zou bevallen van het vierde kind besloten de Van der Laans terug te keren naar Rijnsburg. Edzard van der Laan bleef ondergedoken in het naburige Oegstgeest. Het kindje overleed tijdens de bevalling.

### Na de oorlog
Zijn hele werkzame leven bleef Van der Laan huisarts in Rijnsburg. Hij was van 1946 tot 1966 Rijnsburgs gemeenteraadslid namens de Anti-Revolutionaire Partij. Hij werd uitgeroepen tot ereburger van de gemeente Rijnsburg.

## Persoonlijk
Van der Laan kreeg zeven kinderen (van wie een dood geboren werd): vier meisjes en drie jongens. Zijn jongste zoon was de latere burgemeester van Amsterdam Eberhard van der Laan (1955–2017).